# 김헌곤
김헌곤(金憲坤, 1988년 11월 9일 ~ )은 삼성 라이온즈의 외야수이다.

## 아마추어 시절
마산동중학교 1학년 때 야구를 시작했다. 아버지와 친분이 두터웠던 성낙수 감독이 있었던 경복중학교로 전학을 갔고, 감독을 따라 대구고등학교에서 제주관광고로 다시 전학갔다. 투수로 포지션 변경을 원했으나 키가 더 이상 자라지 않아 포기했다.
2007년 프로 지명을 받지 못해 영남대학교에 진학했다. 영남대학교 1학년 때인 2007년에는 신입생으로선 드물게 100타석이 넘는 공격 기회를 얻었고 30안타 이상을 쳐 내 3할4푼대 타율을 기록했다. 2학년 때도 3할 2푼대의 타율을 기록해 공수주를 겸비한 재능을 인정받아 3학년이던 2009년 야구 월드컵에 정진호, 고종욱과 함께 국가대표 외야수 멤버로 선발됐다. 월드컵 2라운드 네덜란드전 선발 엔트리에 처음 이름을 올렸으며, 다음 날 영국전에서 3점 홈런을 쳐 내며 한국이 콜드 게임 승을 거두는 데 기여했다.
영남대 4학년 때인 2010년에는 한·미 선수권 대회에 다시 한 번 국가대표로 출전했다.

## 삼성 라이온즈시절
2011년 5라운드 지명을 받아 입단하였다. 주 포지션인 좌익수뿐만 아니라 우익수, 중견수 등 외야 전 포지션을 소화했다. 2014년에는 배영섭의 입대로 인해 박해민과 더불어 많은 경기에 출전해 가능성을 보여줬다. 2014년 한국시리즈 5차전에서 채태인의 대주자로 투입돼 최형우의 안타 때 전력을 다해 주루 플레이를 하며 결승 득점을 기록해 팀의 통합 4연패에 기여했다.

## 상무 야구단시절
2013년 상무에 한 번 지원했다가 탈락했다. 2014년에 다시 지원하여 상무에 합격, 입대하였다.
2015년 아시아 야구 선수권 대회 야구 국가대표로 참가했다. 풀 리그로 진행된 대회에서 주전 우익수로 활약하며 한국이 16년 만에 아시아 정상을 탈환하는 데 기여했다.

## 삼성 라이온즈복귀
2017년에 복귀하였다. 시즌 123경기에 출전해 2할대 타율, 94안타, 9홈런을 기록했다.
2018년 시즌에는 처음으로 규정 타석을 채우며 3할 타율을 기록했다. 그리고 150안타, 77득점, 71타점, 11홈런 등 모든 공격 지표에서 커리어 하이를 기록했으며 22도루로 리그 전체 7위에 올랐다.
2022년에는 43타석 연속 무안타에 허덕이며 매우 부진했고, 결국 박진만이 감독 대행을 맡은 후에는 2군 강등과 함께 오재일에게 주장을 넘겨야 했고 시즌 후 FA도 신청하지 않았다. 2023년에는 시즌 전 허리 부상으로 9월 5일이 되어서야 1군에 올라왔고, 1군 6경기에 그쳤다. 이 때문에 2024년에도 페넌트레이스 개막 직전부터 이성규와 함께 박진만 감독로부터 날선 비판을 받았고, 이에 각성하여 중요한 순간마다 호수비, 홈런 등 활약을 해 주며 대헌곤으로 불렸다.
2024 시즌을 마친 후 FA를 선언, 2년 총액 6억 원의 조건으로 삼성에 잔류했다.

## 응원가
- 오오 삼성의 김헌곤 오오 삼성의 김헌곤 오오 승리를 위해 안타 안타 김헌곤 ×2

## 별명
- 타격이 부진할 때 눈이 멀었다고 해 '눈먼곤'이라고 불린다.
- 반대로 타격 컨디션이 좋을 때는 '눈뜬곤'이라고 불린다.
- 2024년도 시즌에는 중요한 순간마다 호수비, 홈런, 적시타 등으로 활약하며 '대헌곤'으로도 불린다.

## 플레이 스타일
- 가끔씩 낮은 코스에 공이 오면 삼진을 당하지 않으려고 하체를 낮추고 스윙하는 '나락쓸기'라는 타법을 쓴다.

## 배우자
- '박나윤' (2018년 ~ 현재)

## 등번호
- '4' (2011년)
- '53' (2012년 ~ 2014년)
- '34' (2017년 ~ 2023년)
- '32' (2024년 ~ )

## 출신 학교
- 회원초등학교
- 마산동중학교(전학) → 경복중학교
- 대구고등학교(전학) → 제주관광산업고등학교
- 영남대학교

## 통산 기록
| 연도 | 팀명   | 타율  | 경기 | 타수 | 득점 | 안타 | 2루타 | 3루타 | 홈런 | 루타 | 타점 | 도루 | 도실 | 볼넷 | 사구 | 삼진 | 병살 | 실책 |
| ---- | ------ | ----- | ---- | ---- | ---- | ---- | ----- | ----- | ---- | ---- | ---- | ---- | ---- | ---- | ---- | ---- | ---- | ---- |
| 2011 | 삼성   | 0.083 | 11   | 12   | 0    | 1    | 0     | 0     | 0    | 1    | 0    | 0    | 0    | 0    | 0    | 6    | 0    | 0    |
| 2012 | 삼성   | 0.111 | 10   | 18   | 1    | 2    | 1     | 0     | 0    | 3    | 3    | 0    | 0    | 0    | 0    | 3    | 0    | 0    |
| 2013 | 삼성   | 0.000 | 7    | 3    | 0    | 0    | 0     | 0     | 0    | 0    | 0    | 0    | 0    | 0    | 0    | 2    | 0    | 0    |
| 2014 | 삼성   | 0.260 | 76   | 123  | 17   | 32   | 5     | 3     | 3    | 52   | 20   | 2    | 2    | 13   | 6    | 20   | 1    | 1    |
| 2017 | 삼성   | 0.264 | 123  | 356  | 51   | 94   | 13    | 2     | 9    | 138  | 47   | 11   | 2    | 29   | 8    | 45   | 11   | 2    |
| 2018 | 삼성   | 0.300 | 141  | 513  | 77   | 154  | 26    | 2     | 11   | 217  | 71   | 22   | 9    | 54   | 10   | 70   | 13   | 0    |
| 2019 | 삼성   | 0.297 | 114  | 411  | 57   | 122  | 20    | 1     | 5    | 159  | 46   | 10   | 8    | 37   | 8    | 41   | 18   | 0    |
| 2020 | 삼성   | 0.248 | 97   | 254  | 26   | 63   | 8     | 0     | 3    | 80   | 34   | 7    | 5    | 22   | 3    | 31   | 7    | 1    |
| 2021 | 삼성   | 0.281 | 118  | 317  | 38   | 89   | 8     | 2     | 4    | 113  | 27   | 5    | 4    | 34   | 5    | 46   | 9    | 1    |
| 2022 | 삼성   | 0.192 | 80   | 224  | 18   | 43   | 8     | 0     | 1    | 54   | 20   | 3    | 4    | 9    | 1    | 22   | 10   | 0    |
| 2023 | 삼성   | 0.000 | 6    | 4    | 0    | 0    | 0     | 0     | 0    | 0    | 0    | 0    | 0    | 0    | 0    | 1    | 0    | 0    |
| 2024 | 삼성   | 0.302 | 117  | 281  | 43   | 85   | 8     | 1     | 9    | 122  | 34   | 4    | 2    | 22   | 3    | 50   | 5    | 1    |
| 통산 | 13시즌 | 0.272 | 900  | 2516 | 328  | 685  | 97    | 11    | 45   | 939  | 302  | 64   | 33   | 220  | 44   | 337  | 74   | 6    |